# David Letterman Show
Il Late Show with David Letterman, conosciuto in Italia come David Letterman Show, è un talk show statunitense trasmesso dal 30 agosto 1993 al 20 maggio 2015 in terza serata dall'emittente CBS. Lo spettacolo è condotto da David Letterman, coadiuvato dal musicista Paul Shaffer, con la sua CBS Orchestra, e dai numerosi ospiti che ad ogni puntata si accomodavano sulla poltrona alla destra del presentatore. Lo show, vincitore di numerosi Emmy Award, era prodotto dalla Worldwide Pants Incorporated.
Lo show è stato sostituito dal The Late Show with Stephen Colbert, condotto da Stephen Colbert, che ha debuttato l'8 settembre 2015.

## Storia

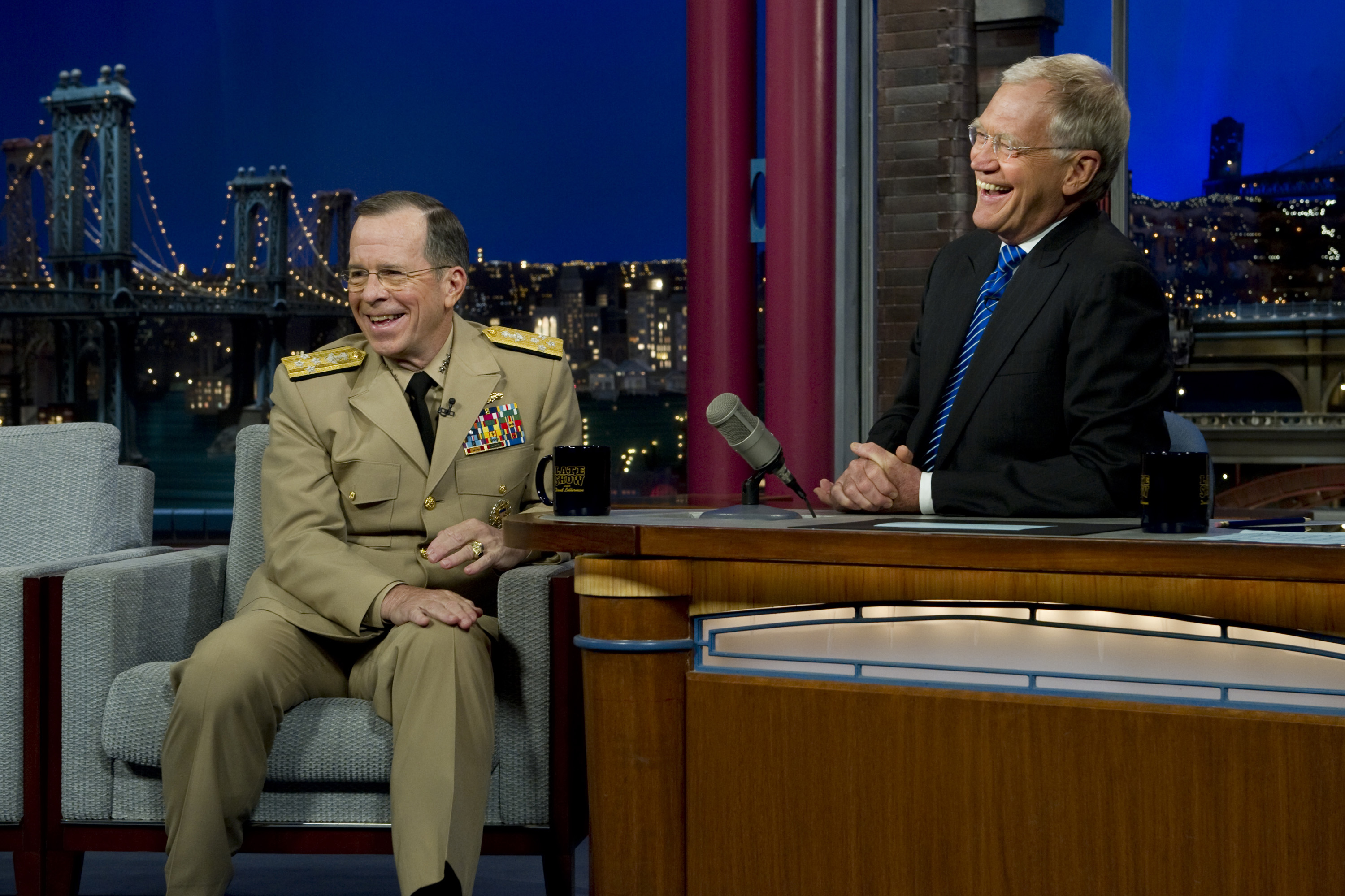
David Letterman alla sua scrivania

Nel 1980, la NBC affidò a Letterman la conduzione di un programma mattutino intitolato David Letterman Show, che però fu cancellato dopo 90 episodi a causa dei bassi ascolti. L'emittente gli affidò quindi un nuovo programma, in onda la sera dopo il The Tonight Show starring Johnny Carson, con il titolo Late Night with David Letterman. Il talk show, andato in onda dal 1982 al 1993, aveva la stessa formula del Late Show e vedeva la partecipazione di Paul Shaffer. Molti, tuttora, si riferiscono erroneamente al programma di Letterman come il Late Night, anche se in realtà quest'ultimo esiste ancora e va in onda sulla NBC condotto da Seth Meyers.
Nel 1992, Johnny Carson andò in pensione e la conduzione del The Tonight Show passò a Jay Leno. In molti, tra cui lo stesso Carson, ritenevano che Letterman avrebbe preso il suo posto, ma la NBC scelse Leno convinta che il programma avrebbe avuto più successo. In seguito a ciò, Letterman lasciò l'emittente un anno più tardi e firmò con la CBS. La trasmissione debuttò il 30 agosto 1993 e vide la partecipazione del giornalista Tom Brokaw di NBC Nightly News, che gli augurò "buona fortuna" nei limiti del possibile. Come parte della gag, Brokaw estrasse delle carte con delle battute scritte sopra ed esclamò: Queste due ultime battute sono proprietà intellettuale della NBC!. Letterman rispose: Non avrei mai pensato di sentire le parole "intellettuale" e "NBC" nella stessa frase!.
Molti sketch e molte gag del Late Night furono riutilizzate nel Late Show. Per evitare problemi legali e non infrangere la legge sul copyright, furono modificati i titoli e nomi delle gag e delle rubriche, dato che la NBC sosteneva che ciò che aveva fatto al Late Night era proprietà intellettuale dell'emittente. La Viewer Mail della NBC diventò la CBS Mailbag; Larry Bud Melman iniziò ad usare il suo vero nome, Calvert DeForest; la band di Paul Shaffer, che sulla NBC si chiamava World's Most Dangerous Band, divenne The CBS Orchestra. La Top Ten List, peculiarità del programma, venne inizialmente ribattezzata Late Show Top Ten List, anche se negli anni successivi tornò ad avere il suo nome originario.
Durante i primi anni, gli ascolti del Late Show furono più alti di quelli del The Tonight Show di Leno. Dopo la controversa conduzione da parte di Letterman dei Premi Oscar del 1995 e dopo un'intervista a Hugh Grant, che in quel periodo fu arrestato a Los Angeles, gli ascolti cominciarono a scendere facendo balzare al primo posto Jay Leno. Nonostante questo, è rimasto uno dei programmi più importanti dell'emittente, tanto che nel 2002 la rivista TV Guide classificò David Letterman Show al 7º posto tra I migliori 50 spettacoli televisivi di tutti i tempi. Il dominio di Leno generava battute e gag nel Late Show.
Durante la puntata del 3 aprile 2014, Letterman annunciò che, dopo 22 anni di attività, si sarebbe ritirato nel 2015, andando in pensione. L'ultima puntata dello show è andata in onda il 20 maggio 2015.

## Produzione

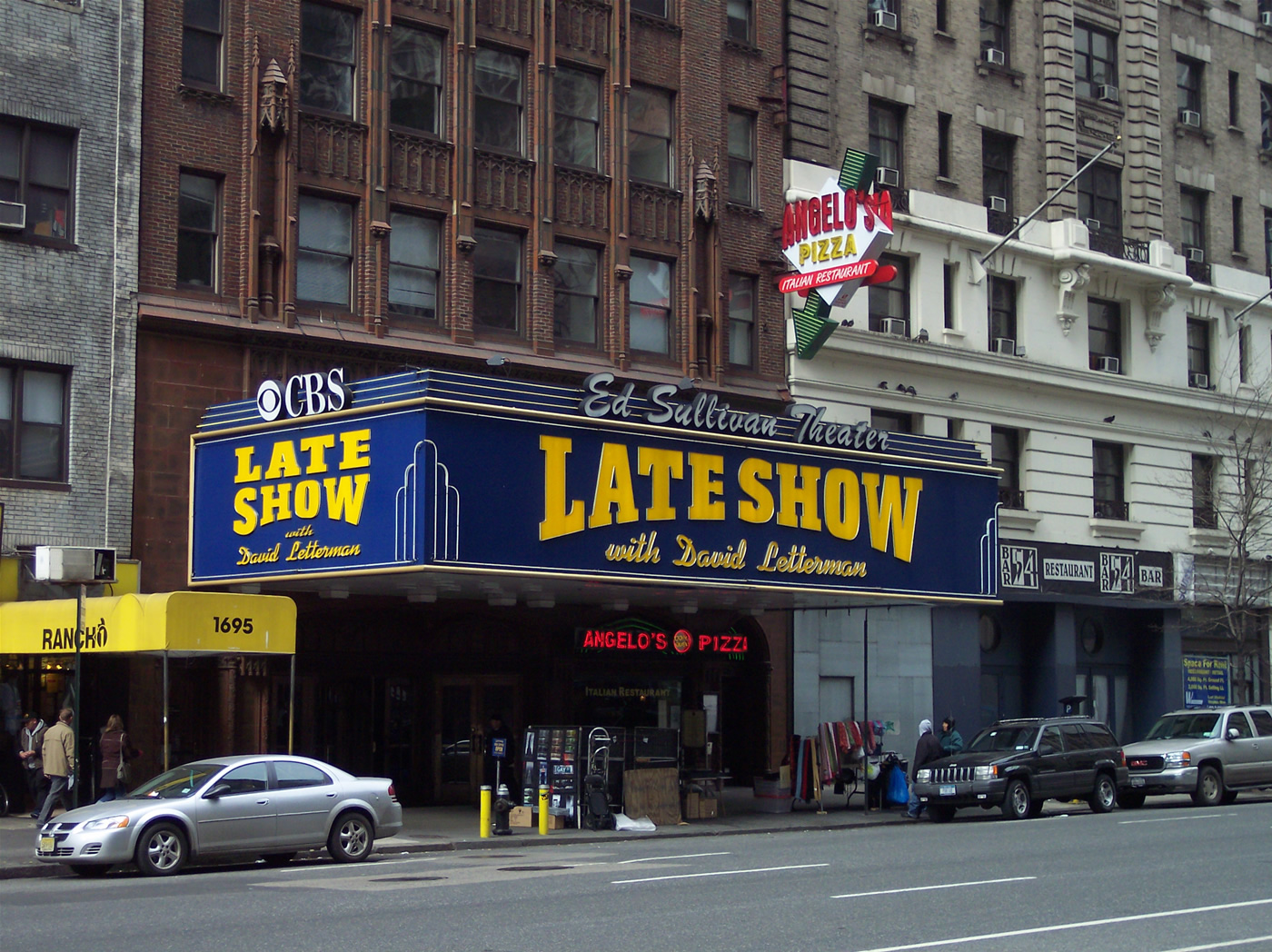
L'esterno dell'Ed Sullivan Theater, da dove veniva trasmesso in diretta il David Letterman Show

Il programma veniva registrato nell'Ed Sullivan Theater di Broadway, a New York dal lunedì al giovedì e negli Stati Uniti andava in onda dal lunedì al venerdì alle 23:35 (ora di New York, UTC-5), esattamente alla stessa ora del The Tonight Show. La puntata del venerdì veniva inizialmente registrata il giovedì, poi nel 2004 si iniziò a registrarla il lunedì. Nel 2010 si decise di tornare a registrarla il giovedì.
Gli autori principali erano i fratelli Justin e Eric Stangel. L'annunciatore era Alan Kalter che sostituì Bill Wendell nel 1995.
Ogni episodio era riassunto nella The Wahoo Gazette dal coordinatore di produzione, Mike McIntee nella pagina del Late Show sul sito della CBS.

### Struttura della puntata
Le prime puntate iniziavano con un prologo (cold open), prima dei titoli di testa, in cui Letterman chiacchierava con una celebrità. Questa pratica fu abbandonata dopo pochi episodi, ma venne occasionalmente ripristinata nell'estate del 2006.
I titoli di testa erano composti da vari scatti di New York (che sono cambiati negli anni) mentre la CBS Orchestra suonava la sigla, ovvero una versione meno jazz della sigla del Late Night. L'annunciatore Alan Kalter esclamava: From New York: the greatest city in the world! It's the Late Show with David Letterman!. Prima degli attentati dell'11 settembre 2001 pronunciava invece una battuta, di solito dissacratoria, riguardante la città di New York. Dopo di che annunciava chi sarebbero stati gli ospiti della serata, e come sempre citava anche Paul Shaffer e la CBS Orchestra; infine introduceva il conduttore con una battuta sempre diversa ogni volta.
Letterman cominciava quindi il suo monologo le cui battute erano di solito inerenti alla cultura popolare, alla politica o ad eventi attuali. Dopo il monologo, l'orchestra si esibiva e fino al 2009 Letterman si accomodava dietro la sua scrivania, mentre dal 2009 lo show andava in pausa pubblicitaria e ritornava in onda con il conduttore già seduto alla scrivania..
A questo punto, veniva letta la Top Ten List, ovvero una lista di avvenimenti comici (ovviamente falsi) sugli eventi correnti, e veniva introdotto il primo ospite intervistato. L'intervista veniva interrotta da uno stacco pubblicitario e ripresa, oppure si passava a un'altra intervista oppure a una rubrica: tra quelle più ricorrenti vi era Small Town News, una raccolta di titoli divertenti tratti da quotidiani locali. Lo show andava nuovamente in pubblicità e a questo punto veniva mostrata una lunga ripresa del pubblico, mentre Alan Kalter annunciava gli ospiti della puntata successiva e faceva un annuncio comico.
Dopo un'ulteriore pausa pubblicitaria, veniva introdotto l'ultimo ospite della puntata, che poteva essere un terzo ospite intervistato, un comico che si esibiva oppure un cantante o una band che promuovevano un disco. La puntata si chiudeva con Letterman alla sua scrivania che ringraziava gli ospiti ed esclamava "Good night everybody!"; mentre la CBS Orchestra suonava il tema dello show in sottofondo, cominciavano i titoli di coda. Dopo i titoli di coda, appariva il logo della Worldwide Pants mentre una voce pronunciava un finto slogan della compagnia.

### Gli sketch
Il Late Show era noto per i suoi sketch assurdi, spesso con la partecipazione del pubblico. Il fascino di questi segmenti era dato dal fatto che non hanno assolutamente alcun senso, ma erano presi molto seriamente da Letterman e dalle altre persone coinvolte.
Erano presenti degli sketch regolari, che consistevano in Small Town News il lunedì e Fun Facts il venerdì. Il giovedì erano invece presenti Know Your Current Events, Stump the Band e Audience Show and Tell. Anche se raramente, continuavano ad essere ripetuti anche Stupid Pet Tricks e Stupid Human Tricks. Con l'eccezione della Top Ten List, molti di questi sketch sono stati parte dello show quasi tutti i giorni, ma molti di essi erano stati sostituiti da altri nel corso degli anni. Alcuni che venivano ri-introdotti di tanto in tanto sono Great Moments in Presidential Speeches e Will It Float?.

### Tradizioni annuali
Ogni Halloween il set veniva trasformato in una sorta di casa, dove Letterman apriva la porta e salutava i ragazzini che facevano dolcetto o scherzetto vestiti con costumi molto elaborati e spiritosi (un esempio è il costume da cartello della pompa di benzina, con le tariffe intercambiabili). Letterman dava loro delle cose inusuali, come una confezione di Lipitor (una medicina per far abbassare il livello di colesterolo), biglietti usati o una borsa del Tonight Show.
Durante il Giorno del Ringraziamento Letterman salutava sua madre via satellite e cercava di indovinare che torta aveva cucinato. Mostrava anche un insieme di foto, tra le quali, c'era lui che serviva del cibo vestito da padre pellegrino.
Per Natale, veniva dedicato uno spazio all'esperta di giocattoli Shannon Eis, che dimostrava i nuovi giocattoli in commercio dalla prossima stagione. Paul Shaffer spesso suonava una versione ri-arrangiata di Oh Holy Night, per poi fare un'imitazione. Letterman invitava anche un pizzaiolo locale, Tony G, i proprietari di un negozio di regali Mujibur & Sirajul e il proprietario del ristorante Hello Deli, Rupert Jee. Insieme festeggiavano sotto l'albero di Natale con una pizza, una Statua della Libertà in miniatura e una polpetta.

## Trasmissione e distribuzione
| Nazione o area | Emittente |
| -------------- | --- |
| Medio Oriente  | - Showtime Arabia - TV Land - Paramount Comedy 1                                                                      |
| Australia      | - Network Ten (precedentemente Nine Network) - Bio. (precedentemente W. Channel)                                      |
| Brasile        | - GNT |
| Canada         | - OMNI.1 (Toronto) - CH Montreal (Montréal) - Channel M (Vancouver) - CHEX-TV (Peterborough) - NTV (St. John's) - CBS |
| Danimarca      | - TV 2 Zulu |
| Cina           | - ATV Channel World                                                                                                   |
| Israele        | - Xtra Hot |
| America Latina | - American Network |
| Malesia        | - NTV7 |
| Messico        | - American Network |
| Nuova Zelanda  | - Prime Television |
| Norvegia       | - NRK2 |
| Filippine      | - Jack TV |
| Italia         | - RaiSat Show (1999-2003) - RaiSat Extra (2003-2009) - Sky Uno (2009-2011) - Rai 5 (2011-2015)                        |
| Svezia         | - TV400 dal gennaio 2007, precedentemente TV6.                                                                        |
| Regno Unito    | - Non viene più trasmesso.                                                                                            |

## Premi
- Emmy Awards
  - 1993-94 Migliore serie di varietà, musica o commedia
  - 1997-98 Migliore serie di varietà, musica o commedia
  - 1998-99 Migliore serie di varietà, musica o commedia
  - 1999-00 Migliore serie di varietà, musica o commedia
  - 2000-01 Migliore serie di varietà, musica o commedia
  - 2001-02 Migliore serie di varietà, musica o commedia